# Emil Presuhn

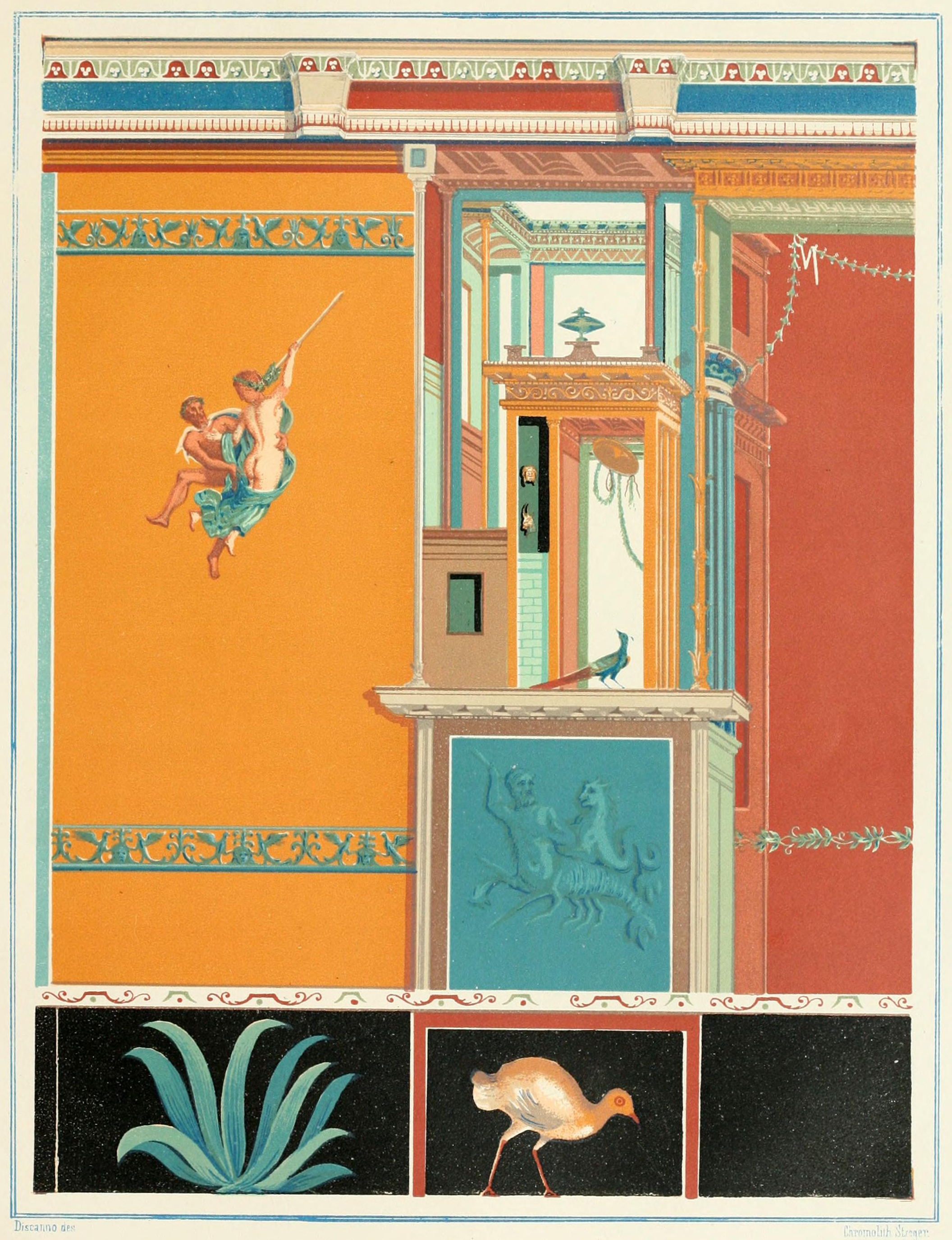
Beispiel einer von Emil Presuhn publizierten Wand, Zeichnung Geremia Discanno

Emil Presuhn (* 28. Februar 1844 in Oldenburg; † 23./24. August 1881) war ein deutscher Gymnasiallehrer und Amateurarchäologe, der in den Jahren 1872 bis 1880 in Italien bei Ausgrabungen vor allem in Pompeji anwesend war. 

## Leben und Wirken
Emil Presuhn besuchte die Bürgerschule und das Gymnasium in Oldenburg. 1862 begann er das Studium der Theologie an der Universität Tübingen, 1863 wechselte er an die Universität Jena. Hier wechselte er auch von der Theologie zur Philologie und Pädagogik. Nach dem Examen wurde er Direktor einer höheren Privatschule in Ruhla. 1868 wurde er Direktor der neu gegründeten staatlichen Realschule in Ruhla, 1870 auch noch der dortigen Gewerbeschule. 1871 legte er diese beiden Ämter nieder. Er zog nach Cannstatt und anschließend nach Heidelberg. 1872 wurde er Direktor einer neu gegründeten Deutschen Schule in Neapel. 1875 gab er dieses Amt auf um sich ganz seinen Pompeji-Studien widmen zu können. 1878 siedelte seine Familie nach Coburg über, er selbst blieb bis Juli 1880 in Neapel und kehrte dann nach Coburg zurück.
Während seiner Zeit in Neapel interessierte er sich für die Ausgrabungen in Pompeji. Er beauftragte die Künstler Geremia Discanno (1839–1907) und die Engländerin Miss Amy Butts zahlreiche Wandmalereien, aber auch andere Funde, zu dokumentieren. Diese wurden 1878 (zweite erweiterte Auflage 1882) in einem Buch veröffentlicht. Die Zeichnungen sind noch heute von Bedeutung, da ein Großteil der dargestellten Objekte, vor allem die Wandmalereien, nicht mehr erhalten ist. Die Farben und die teilweise nachlässige Behandlung von Details sind jedoch problematisch.
Aus seinem Nachlass gelangten 196 Aquarelle, 8 Zeichnungen und 7 Fotos in das Winckelmann-Museum in Stendal.

## Schriften
- Die Reorganisation des Ruhlaer Schulwesens. Bericht an das Herzogl. Sächs. Staatsministerium zu Gotha. Brand, Ruhla 1871.
- Die pompejanischen Wanddecorationen. Für Künstler und Kunstgewerbeschulen sowie Freunde des Alterthums. Mit 24 Tafeln nach Originalzeichnungen von Discanno in Chromolithographie ausgeführt von Steeger, nebst einem Plan der Malereien Pompeji’s. Weigel, Leipzig 1877 (Digitalisat).
- Le più belle pareti di Pompei. Riproduzioni chromolithografiche per Vittorio Steeger. Con brevi dichiarazioni di E. Presuhn. Löscher, Turin/Rom/Florenz 1877 (Digitalisat).
- Pompeji. Die neuesten Ausgrabungen von 1874 bis 1878. Für Kunst- und Alterthumsfreunde. Sieben Abtheilungen. Illustriert herausgegeben von Emil Presuhn; mit 60 Tafeln nach Originalzeichnungen von Discanno. Weigel, Leipzig 1878.
- Pompeji. Die neuesten Ausgrabungen von 1874 bis 1881. Für Kunst- und Alterthumsfreunde. Zehn Abtheilungen. Illustriert herausgegeben von Emil Presuhn. Mit 80 Tafeln nach Aquarellen von G. Discanno und A. Butts. 2. verbesserte und sehr vermehrte Auflage. Weigel, Leipzig 1882 (Digitalisat)
- Die pompejanischen Wanddecorationen. Für Künstler und Kunstgewerbeschulen sowie Freunde des Alterthums. Neue wohlfeile Ausgabe in 6 Lieferungen. Weigel, Leipzig 1882 (Digitalisat).